# Kolmý skok
Kolmý skok je druh skoku v parkurovém skákaní. Je to výškový skok na šířku jedné bariery (břevna). Pro lepší viditelnost může být vyplněn dalšími barierami vodorovně nebo diagonálně případně deskou. Nejobtížnějším skokem je kolmý skok bez výplně pouze s horní barierou, tzv. okno.